# Backenbrecherlöffel

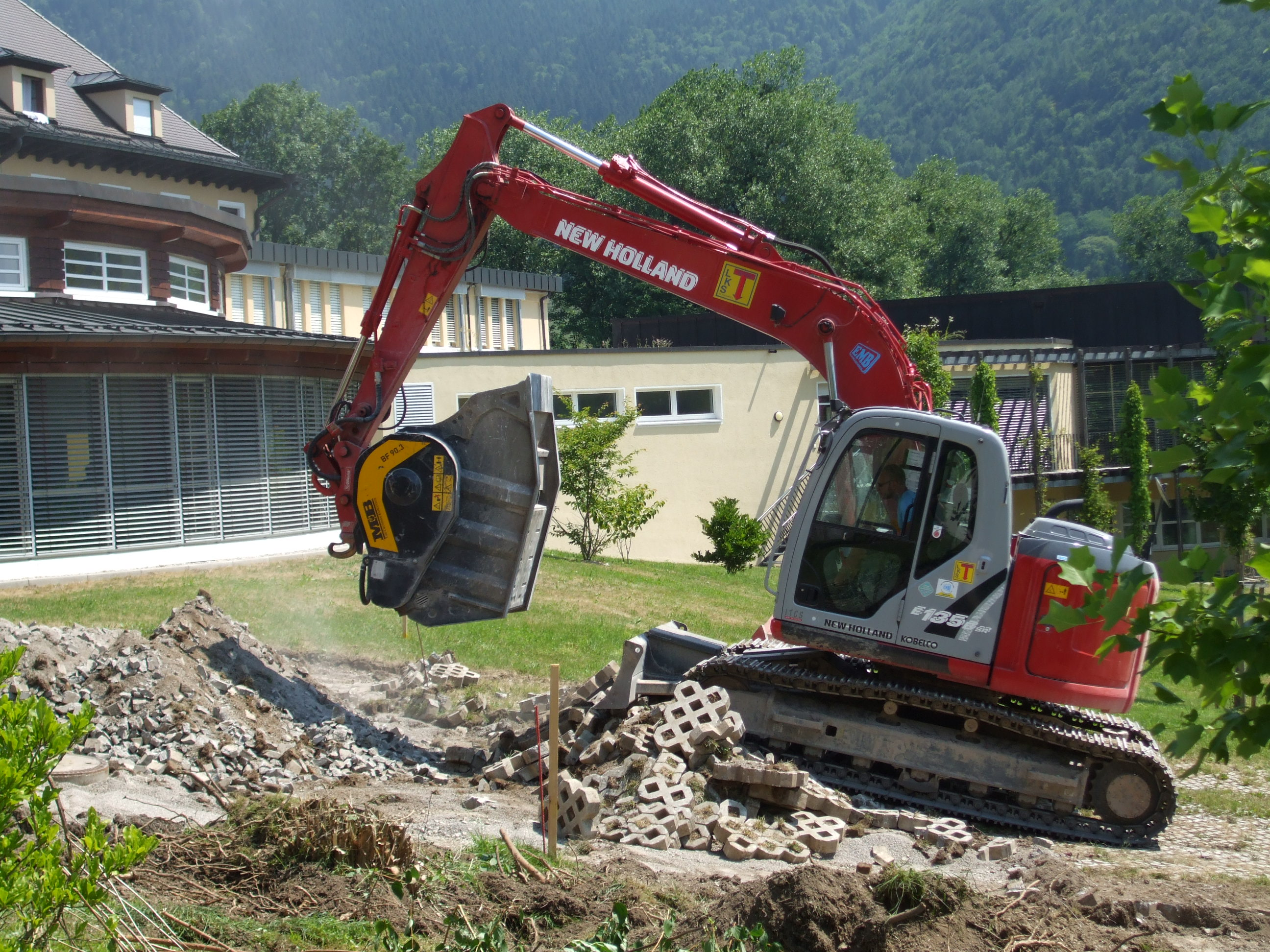
Bagger mit Backenbrecherlöffel beim Brechen von Rasengittersteinen

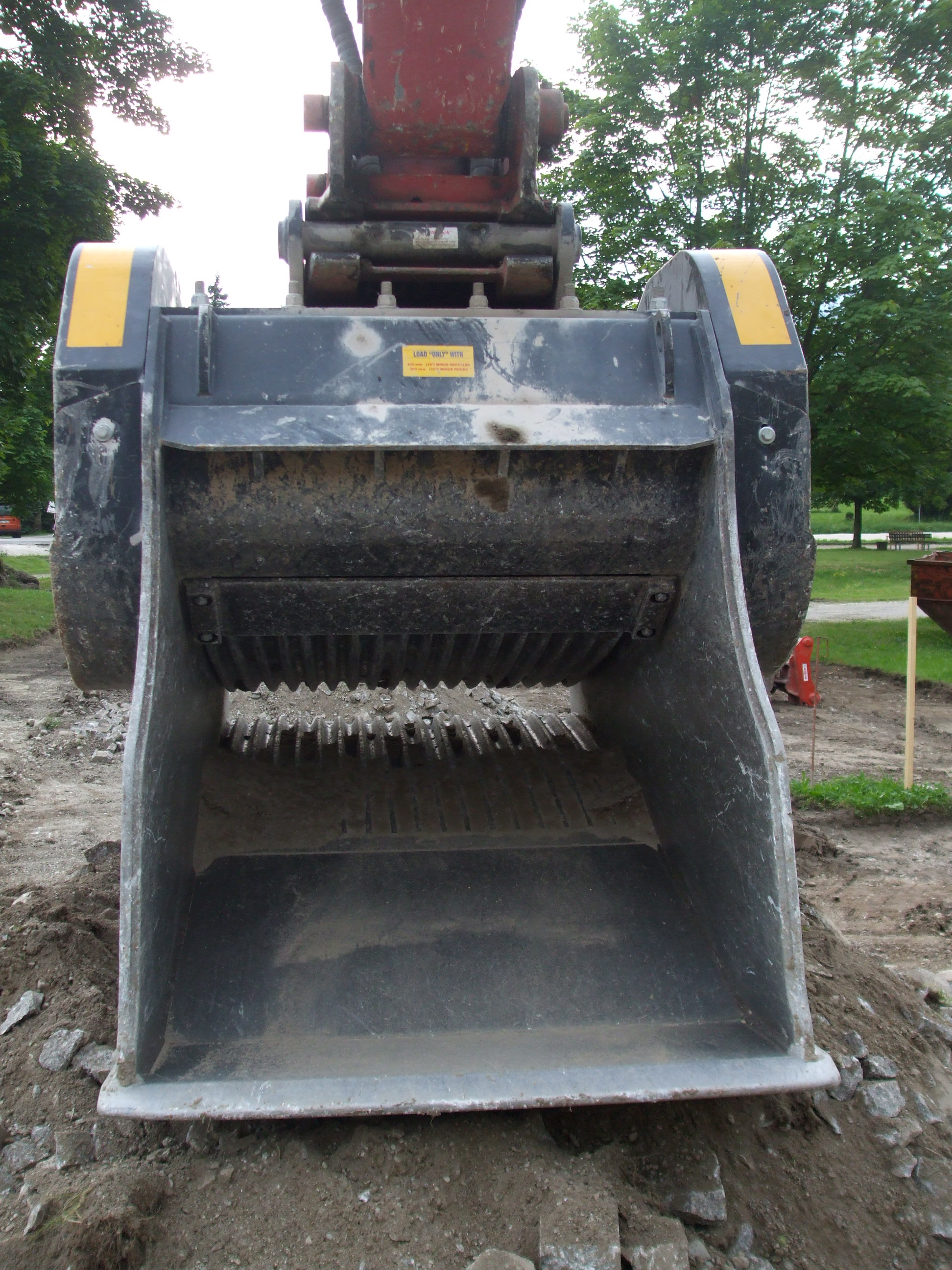
Backenbrecherlöffel von innen

Der Backenbrecherlöffel (auch Brecherlöffel, Brecherschaufel, Kübelbrecher, Löffelbrecher, Eco-crusher, bucket crusher) ist ein Anbaugerät für Bagger mit einem integrierten Backenbrecher. Der Backenbrecherlöffel hat die Form eines Baggerlöffels. Dieses Anbaugerät dient nicht primär dem Heben von Schüttgut, sondern zerkleinert mit den verbauten Brechbacken Bauschutt. An der Unterseite lässt der Brecherlöffel das zerkleinerte Material aus. Im Vergleich zu normalen Backenbrechern hat der Backenbrecherlöffel eine geringere Produktion, lässt sich aber einfacher transportieren und braucht nur einen Bagger, um betrieben zu werden.
Der Backenbrecherlöffel arbeitet mit der Hydraulikpumpe des Baggers. Die Schläuche des Baggers für Ölzu- und Ablauf, werden direkt mit dem Brecherlöffel verbunden. Ein Hydraulikblock reguliert den Ölfluss und den Öldruck, um die richtige Menge an den Hydraulikmotor abzugeben. Die Bewegung wird an eine der zwei Brechbacken übertragen, die andere bleibt stehen.
Während des Brechvorgangs wird der Brecherlöffel senkrecht positioniert, damit das Material unten herausfallen kann. Der Abstand zwischen den Brechbacken kann unterschiedlich eingestellt werden. Normalerweise von 20 mm bis 150 mm. Es gibt verschiedene Brecherlöffel, die sich durch ihre Größe und ihr Gewicht unterscheiden. Backenbrecherlöffel sind für alle gängigen Hydraulikbagger geeignet.